# 中利茲 (英國國會選區)
中利茲（英語：Leeds Central），英國國會一自治市選區，包括英格蘭約克郡-亨伯西約克郡利茲市中心。
始於1885年，1955年被撤，1983年恢復。恢復後一直是工黨的根據地，1999年起任當區議員的是彭浩禮。他在2010年大選中以49.3%選票勝出該區連任。